# 维利勒穆捷
维利勒穆捷（法語：Villy-le-Moutier）是法国科多尔省的一个市镇，位于该省南部，属于博讷区。该市镇总面积20.13平方公里，2009年时的人口为350人。

## 人口
维利勒穆捷人口变化图示